# Pithecopus
Genre
Synonymes
- Bradymedusa Miranda-Ribeiro, 1926

Pithecopus est un genre d'amphibiens de la famille des Phyllomedusidae.

## Répartition
Les neuf espèces de ce genre se rencontrent en Amérique du Sud.

## Liste des espèces
Selon Amphibian Species of the World (21 avril 2016) :
- Pithecopus ayeaye Lutz, 1966
- Pithecopus azureus (Cope, 1862)
- Pithecopus centralis (Bokermann, 1965)
- Pithecopus hypochondrialis (Daudin, 1800)
- Pithecopus megacephalus (Miranda-Ribeiro, 1926)
- Pithecopus nordestinus (Caramaschi, 2006)
- Pithecopus oreades (Brandão, 2002)
- Pithecopus palliatus (Peters, 1873)
- Pithecopus rohdei Mertens, 1926

## Publication originale
- Cope, 1866 : On the structure and distribution of the genera of the arciferous Anura. Journal of the Academy of Natural Sciences of Philadelphia, sér. 2, vol. 6, p. 67-112 (texte intégral).